# 努赫普拉·因提夫
伊里奥特弗七世（英語：Intef VII），古埃及第十七王朝国王。于底比斯进行统治。在位短暂。其王衔名意为“强大的拉神对于玛特很满意。”圣人棺木在当时很流行。他的圣人棺木已经被发现，现存放于英国大英博物馆。